# Sant Serni de Montellà
Sant Serni de Montellà és una església de Montellà i Martinet (Cerdanya) inclosa a l'Inventari del Patrimoni Arquitectònic de Catalunya.

## Descripció
És una construcció de pedra i maçoneria amb coberta de teula àrab.
La nau principal és de volta d'aresta incompleta i la que conforma el creuer és de volta de canó. Té quatre trams i cor als peus construït en pedra. Els cossos que constitueixen el creuer són de maçoneria, el del costat de migdia de forma circular i el de ponent cúbica.
Als peus hi ha la portada, d'arc de mig punt amb carreus de pedra i fornícula amb sant Serni. Hi ha un òcul a la façana principal, que presenta un tractament de paraments inadequat.
La torre campanar és a la capçalera de dos cossos amb pedra i maçoneria i coberta de pissarra, amb penell a la coronació.

## Història
Ha estat restaurada de manera totalment inadequada, sense cap estudi aprofundit de la construcció.